# Eta Piscium
Eta Piscium (η Piscium / η Psc), conosciuta anche con il suo nome tradizionale di Kullat Nunu, è la stella più brillante della costellazione dei Pesci. Di magnitudine apparente +3,62, dista 294 al dal sistema solare.

## Caratteristiche fisiche
Eta Piscium è una gigante brillante gialla di classe spettrale G7IIa; ha un raggio 23 volte quello solare e con una temperatura superficiale di 4900 K irradia 275 volte più luce del Sole, mentre la massa è da 3,5 a 4 volte la massa solare.
Ha una compagna ad appena 1 secondo d'arco che pare avere lo stesso moto proprio nello spazio e che pare essere relazionata fisicamente alla principale; in questo caso disterebbe 70 au ed impiegherebbe 270 anni per effettuare una rivoluzione attorno alla primaria.